# Diadiaphorus
Diadiaphorus è un genere estinto di mammiferi litopterni, appartenente ai proteroteriidi. Visse nel Miocene inferiore e medio (circa 20 - 12 milioni di anni fa) e i suoi resti fossili sono stati ritrovati in Sudamerica (Argentina).

## Descrizione

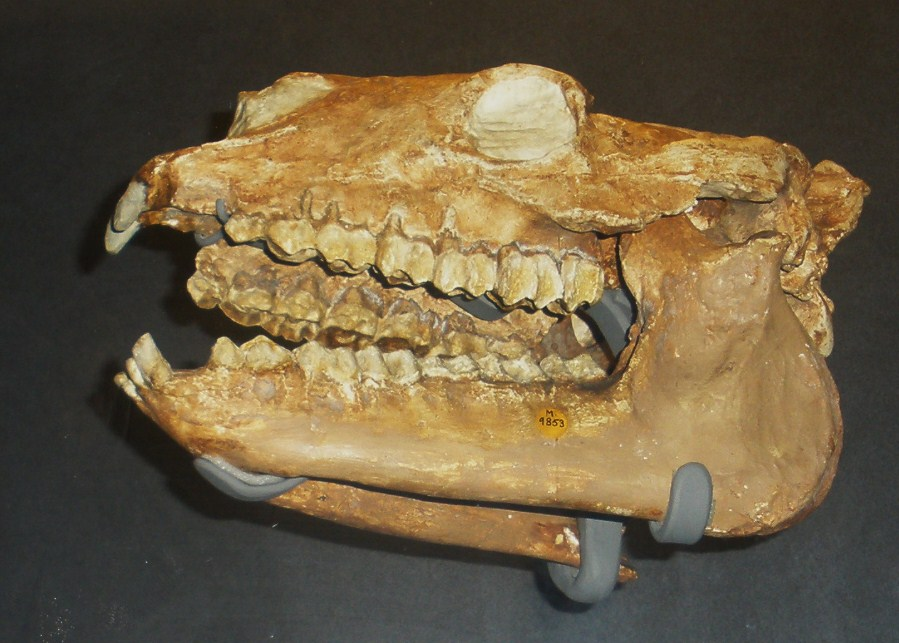
Cranio di Diadiaphorus robustus

L'aspetto di questo animale doveva essere vagamente simile a quello di un'antilope piuttosto tozza o di un pony. Rispetto ad altri animali analoghi, Diadiaphorus poteva raggiungere una taglia notevole, e l'altezza al garrese era di circa 1,2 metri. Gli arti assomigliavano notevolmente a quelli dei cavalli primitivi suoi contemporanei, evolutisi nell'America settentrionale. Sebbene le ossa degli arti non fossero fuse come nei veri cavalli, le zampe erano lunghe e snelle. Il dito medio (il terzo) era molto grosso e sopportava l'intero peso dell'animale, mentre le due dita laterali (il secondo e il quarto) erano atrofizzate.
Il cranio era lungo circa 25 centimetri e dotato di un muso piuttosto corto. La scatola cranica era invece relativamente grossa, e in generale la testa non doveva assomigliare molto a quella dei cavalli. I denti, inoltre, erano dotati di corone basse e non adatti a brucare vegetazione dura come l'erba. 

## Classificazione
Diadiaphorus appartiene alla famiglia dei proteroteriidi, un gruppo di litopterni di dimensioni medio - piccole che si adattarono ad ambienti aperti, in modo analogo agli equidi nei continenti settentrionali. Tra i proteroteriidi, Diadiaphorus era uno dei più grossi, ma non il più specializzato: Thoatherium, ad esempio, possedeva zampe dotate di un solo dito (come i cavalli attuali). Di Diadiaphorus si conoscono varie specie: tra le più note, da ricordare Diadiaphorus majusculus, D. robustus e D. caniadensis.